# Kilden
Kilden – miejscowość w Danii, w regionie Jutlandia Północna, w gminie Frederikshavn.